# Iridomyrmex argutus
Iridomyrmex argutus é uma espécie de formiga do gênero Iridomyrmex.